# بطاطا مهروسة

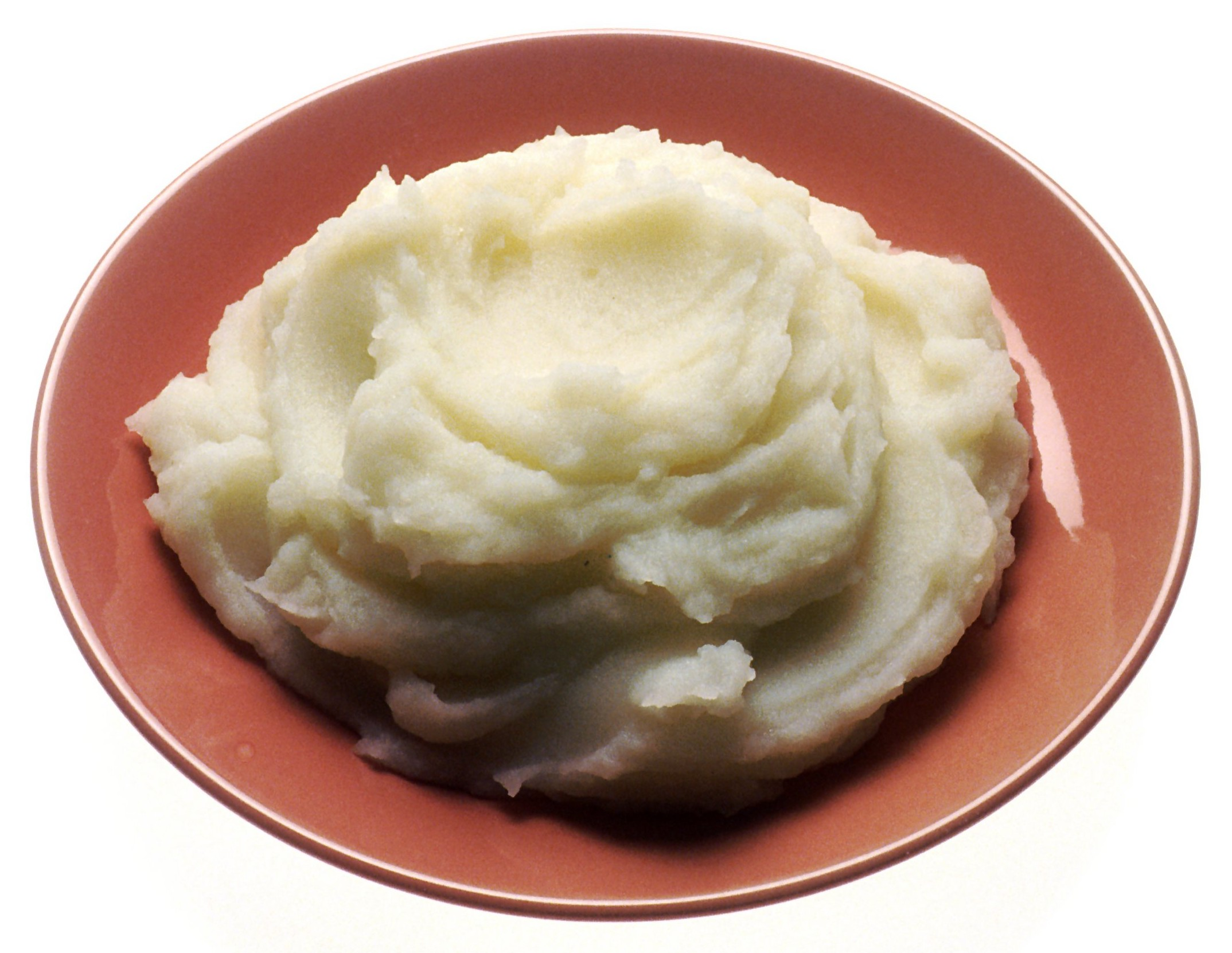
بطاطا مهروسة في طبق.

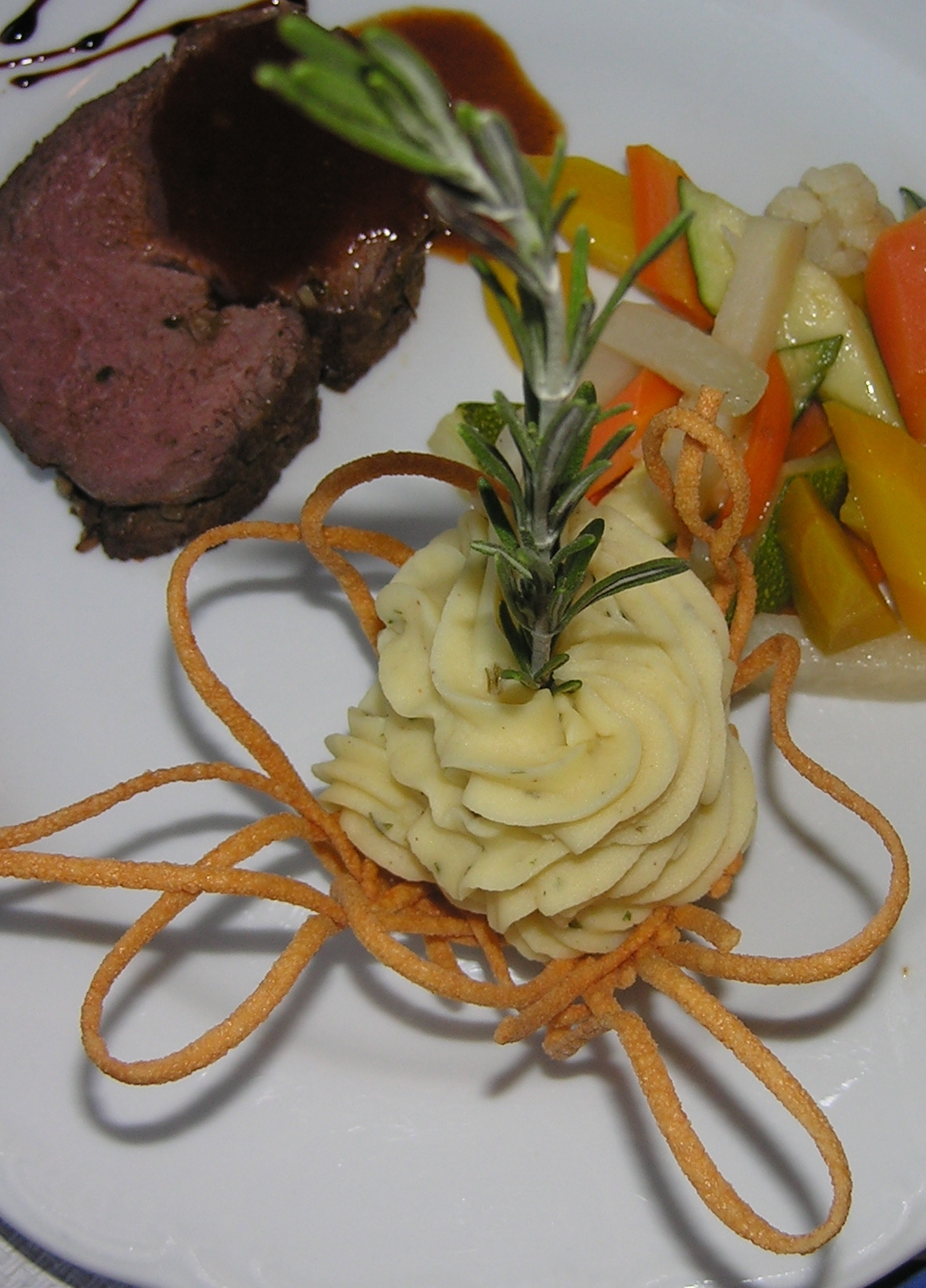
بطاطا مهروسة مزينة

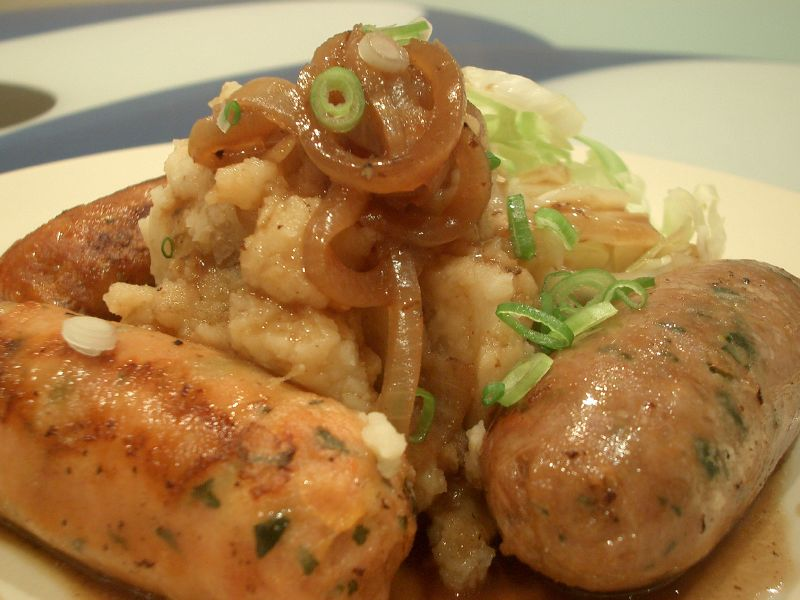
نقانق مع بطاطا مهروسة

البطاطا المهروسة (بالإنجليزية: Mashed Potato)‏ يتم تحضيرها عن طريق هرس البطاطا الطازجة المسلوقة بواسطة مصفاة، شوكة، هراسة البطاطس أو خفقها بواسطة مضرب يدوي. البطاطا المهروسة المجففة والمجمدة متوفرة في كثير من الأماكن.

## المكونات
يوصى عادة باستخدام الأنواع «الدقيقية» من البطاطا، بالرغم من أن البطاطا الشمعية أيضا تستخدم في بعض الأوقات للحصول علي قوام مختلف. لتحسين النكهة والقوام يتم عادة إضافة الزبدة، الزيوت النباتية، الحليب أو القشدة، ويتم تتبيل البطاطا بالملح والفلفل وأي نوع آخر من الأعشاب والتوابل حسب الرغبة، أكثر المكونات والتوابل المستخدمة في البطاطا المهروسة شعبيةً هي: الثوم، الجبن، قطع اللحم المقدد، القشدة الحامضة، البصل الجاف أو البصل الأخضر، الخردل، التوابل مثل جوزة الطيب، والأعشاب المفرومة مثل البقدونس، الروزماري، اللفت الأبيض والواسابي.
في المطبخ الفرنسي هنالك بعض الاختلاف في إضافة صفار البيض الي البطاطا المهروسة لتحضير طبق بوم دوشيز عن طريق تشكيلها في شكل أشرطة متموجة وورود باستخدام انبوب المعجنات، تمسح بالزبدة ويتم تحميصها. في الإطعمة منخفضة السعرات، والطعمة الخالية من مشتقات الألبان، قد يحل الحساء والمرق محل الحليب والزبدة والقشدة.
في شبه القارة الهندية هنالك بعض الاختلاف في استعمال البصل المقطع، الخردل (زيت، معجون أو بذور) الفلفل الحار، الكزبرة والتوابل الأخري لتحضير طبق «الو بهارتا»

## التحضير
بصفه عامة ولكن ليس دائماً يتم تقشير البطاطس كليا قبل سلقه، تعمر كل من الحرارة وطاقة الحركة علي تفجير جدران حبيبات النشاء في البطاطس وتحرير الأميلوز، مما يؤدي الي قوام لاصق غير مرغوب فيه، لتجنب ذلك يجب عدم طبخ البطاطا لفترة طويلة جدا في درجة حرارة عالية. البطاطا الكاملة أو المقطعة تتلقي الكثير من الحرارة في طبقتها الخارجية خلال الوقت الذي تستقرقه الحرارة للوصول الي المنتصف، مما يؤدي ألي النضج المفرط في الجزء الخارجي، لتفادي ذلك يجب تقطيع البطاطا إلي شرائح رقيقة لضمان توزيع ثابت للحرارة في كل الأجزاء. ينصح هيستون بلومينتال بطهو شرائح البطاطا لمدة 40 دقيقة في درجة حرارة مضبوطة علي 70 درجة مئوية، لتجنب الحاجة إلى التحكم في درجة الحرارة، يمكن غلي البطاطا المقطعة حتى تنضج تماما (10 إلى 12 دقيقة)و اختبارها بإستمرار. استخدام وسيلة ميكانيكية لهرس البطاطا يؤدي إلي تكسير حبيبات النشاء مما يعطي قوام لاصق غير محبب. الأفضل هرس البطاطا قبل إضافة الزبدة أو الزيت وغيره، لأن الزبدة والزيوت تعمل علي تقليل الاحتكاك بين قطع البطاطا مما يصعب من عملية هرسها.

## الاستخدام في المطبخ
يمكن تقديم البطاطا المهروسة مع أطباق أخرى، كما يمكن أن تكون عنصراً من أطباق أخرى متنوعة، بما في ذلك فطيرة الراعي والكوخ، pierogi، الكولكانون، الزلابية، الكروكيتو والنوتشي، الخ...

## البطاطا المهروسة والغولف
كان هناك تقليعة جديدة في عالم الرياضة، حيث كان هنالك العديد من المصادفات الموثقة خلال بطولات الغولف، عندما كان يصيح أحد المشجعين «بطاطا مهروسة» بعد كل تسديدة لتايجر وودز. أصبحت هذه الظاهرة الغريبة ذات شعبية كبيرة، الشئ الذي ترك الكثير من مشجعي الغولف في حيرة من أمرهم حول هوية ذلك المشجع الذي يصيح.